# 오영수 (배우)
오영수(吳永洙, 본명: 오세강, 1944년 10월 19일~)는 대한민국의 배우이다. 주로 연극계에서 활동하고 있다.
넷플릭스 드라마 《오징어 게임》을 통해 전 세계적으로 이름을 알렸으며, 이 역으로 골든 글로브상 TV부문 남우조연상을 수상하여 골든 글로브를 수상한 최초의 한국 배우가 되었다.또한, 동료 배우인 박해수와 함께 프라임타임 에미상 극드라마 부문 남우조연상 후보로 올랐다.

## 경력
1963년 극단 광장을 통해 연극계에 입문한 오영수는 이후 극단 자유에서 활동한다.
1981년 방영된 MBC 드라마 《제1공화국》<제12화>에서 간첩을 기소하는 군검사 역으로 드라마에 데뷔한다.1982년에는 극단 자유에서 활동하던 중 영화 《삐에로와 국화》에 출연하면서 1980년대의 몇몇 영화에 등장하였다. 이후로 2000년대에는 스님 연기를 선보이며 드라마와 영화 양쪽에 종종 출연하였다.

## 논쟁
수원지검은 2022년 11월 오영수를 2017년 중반 여성과의 부적절한 신체접촉 혐의로 기소했다.
이 사건의 여파로 KBS에서 출연정지 명단에 올랐다.

## 출연 작품

### 영화
| 연도 | 제목                        | 역할     | 비고  |
| ---- | --------------------------- | -------- | ----- |
| 1982 | 삐에로와 국화               |          | [ 7 ] |
| 1983 | 여자가 밤을 두려워하랴      |          | [ 7 ] |
| 1986 | 엘리베이터 올라타기         | 배한철   | [ 7 ] |
| 1987 | 바람 부는 날에도 꽃은 피고  |          | [ 7 ] |
| 1998 | 퇴마록                      | 노 신부  | [ 5 ] |
| 2003 | 동승                        | 주지스님 | [ 5 ] |
| 2003 | 봄 여름 가을 겨울 그리고 봄 | 노 스님  | [ 5 ] |

### 텔레비전 프로그램(드라마)
| 연도 | 제목                                    | 역할         | 비고   |
| ---- | --------------------------------------- | ------------ | ------ |
| 1981 | 제1공화국                               | 군법무관     | 제12화 |
| 1983 | 전우                                    | 종군기자     |        |
| 1984 | 설중매                                  | 임원준       |        |
| 1986 | 북으로 간 여배우                        | 나웅         |        |
| 1986 | 회천문                                  | 윤선도       |        |
| 1988 | 따뜻한 남쪽나라                         | 쿠노 쥬지    |        |
| 1988 | 전원일기                                |              |        |
| 1988 | MBC 베스트셀러극장 - 샴푸의 요정        | 광고 감독    |        |
| 1989 | 조명하                                  | 조명하 1부작 |        |
| 1989 | 천사의 선택                             | 양일수       |        |
| 1990 | 김형사 강형사                           | 춘식         |        |
| 1995 | 김구                                    | 허정         |        |
| 2004 | MBC 베스트극장 - 소림사에는 형님이 산다 | 노스님       |        |
| 2006 | 연개소문                                | 난승         |        |
| 2006 | HD TV문학관 - 달의 제단                 | 상룡 조부    |        |
| 2009 | 돌아온 일지매                           | 열공스님     | [ 5 ]  |
| 2009 | 선덕여왕                                | 월천대사     |        |
| 2012 | 무신                                    | 수기대사     |        |
| 2012 | KBS 드라마 스페셜 - 불이문(不二門)      | 노승         |        |
| 2015 | 초대                                    | 강직         |        |
| 2021 | 오징어 게임                             | 오일남       | [ 5 ]  |

### 연극
| 연도 | 제목                                                   | 역할           | 공연위치                  | 비고                                                                |
| ---- | ------------------------------------------------------ | -------------- | ------------------------- | ------------------------------------------------------------------- |
| 1971 | 그 여자 사람잡네                                       | 신부           |                           |                                                                     |
| 1972 | 포로들                                                 | 참모           | 국립극장(서울 명동)       |                                                                     |
| 1979 | 그 여자 사람잡네                                       | 다니엘         |                           |                                                                     |
| 1987 | 꿈하늘 : 단재 신채호 Heaven in a Dream                 | 장지연         | 국립극장 소극장(서울)     | 3월, 정기공연 제125회                                               |
| 1987 | 꿈하늘 : 단재 신채호 Heaven in a Dream                 |                | 국립극장 소극장(서울)     | 5월, 정기공연 제126회, 1987 청소년 공연 예술제                      |
| 1987 | 들오리 The Wild Duck                                   | 손님 및 고용인 | 국립극장 소극장(서울)     | 6월                                                                 |
| 1987 | 꿈하늘 : 단재 신채호 Heaven in a Dream                 | 장지연         | 문화예술회관 대극장(서울) | 8월, 정기공연 제128회, 제11회 서울연극제 축하공연                   |
| 1987 | 침묵의 바다                                            | 강서방         | 국립극장 소극장(서울)     | 12월                                                                |
| 1988 | 말괄량이 길들이기The Taming of the Shrew               | 장지연         | 서울대학교 (관악)         | 4월, 대학순회공연                                                   |
| 1988 | 팔곡병풍Palgokbyungpung (eight-section folding screen) | 염라대왕       | 국립중앙극장 대극장(서울) | 9월, 정기공연 제133회 서울올림픽 문화예술축전 서울국제연극제 참가작 |
| 1988 | 뇌우Thunderstorm                                       | 하인           | 국립중앙극장 대극장(서울) | 10월, 정기공연 제134회 국립극장 개관(장충동) 15주년 기념            |
| 2016 | 그 여자 사람잡네                                       | 형사부장       |                           |                                                                     |
| 2016 | 두 영웅                                                | 사명대사       | 아르코예술극장 대극장     | 2월                                                                 |

## CF
- 2008년 LG전자 싸이언 와인
- 2015년 SK텔레콤 이상하자 캠페인(with 안길강, 설현)

## 수상
- 1979년 제17회 동아연극상 남자연기상 (백양섬의 욕망)[1]
- 1994년 제30회 백상예술대상 연극부문 남자연기상 (피고지고 피고지고)[1]
- 2000년 한국연극협회 연기상
- 2000년 국제연극제 최우수 연기자상[1]
- 2016년 제37회 서울연극제 연기상 (장판)[1]
- 2019년 문화예술발전 유공자 화관문화훈장
- 2022년 골든 글로브 남우조연상

### 지명
- 2022년 디렉터스 컷 시상식 드라마부문 올해의 신인배우상
- 2022년 미국 배우 조합상 드라마 시리즈 앙상블의 뛰어난 연기로 영화 배우 조합상
- 2022년 골드 더비 드라마 시리즈 부문 남우조연상
- 2022년 프라임타임 에미상 프라임타임 에미상 드라마 시리즈 부문 남우조연상
- 2022년 아시아태평양 스타 어워즈 OTT 남자 우수연기상
- 2022년 온라인 영화 및 텔레비전 협회 텔레비전 상 프라임타임 에미상 드라마 시리즈 부문 남우조연상